# Un año más (cumbia chilena)
«Un año más» es una balada compuesta por Hernán Gallardo Pavez. Fue grabada como cumbia chilena en 1977 por el grupo coquimbano Los Vikings 5 y posteriormente bajo el mismo género, por las sonoras Palacios (1979) y de Tommy Rey (1992). Sólo se ha realizado una versión extranjera de la pieza, aunque en clave de son, por la orquesta Billo's Caracas Boys, en 1981 y un cover de piano sólo por el pianista chileno Diego Ortiz.
La versión de la Sonora Palacios de esta canción, interpretada originalmente por Tommy Rey, se ha vuelto muy popular en Chile, sobre todo en las celebraciones de Año Nuevo, siendo popularmente considerada el «himno de Año Nuevo» en dicho país.

## Creación
En diciembre de 1977, poco antes del año nuevo de 1978, el profesor y compositor coquimbano Hernán Gallardo Pavéz compuso este tema, originalmente como una balada, donde evocaba el sentimiento de nostalgia que trae consigo el Año Nuevo. En primera instancia, Gallardo ofreció la canción al intérprete popular Luis Tirado para que la grabara con el grupo Los Cumaná; sin embargo, esto no se concretó pues la canción no entusiasmó al grupo, que finalmente se disolvió. Una segunda versión bailable, esta vez como salsa, fue obra del grupo Macalunga, empero no fue hasta la grabación del grupo Los Vikings 5 que la canción adoptó más o menos su forma definitiva.
Mientras Gallardo trabajaba como pianista en el pianobar del restaurante Alcázar, orquestando, entre otros temas, «Un año más», Marty Palacios, trompetista de la orquesta tropical Sonora Palacios, escuchó el tema, lo que derivó en la conocida versión de esta canción que este grupo grabó seis meses después, en 1978, y con la cual esta cumbia alcanzó el éxito que mantiene hasta la actualidad.

## Autoría
Un tema de debate en torno a esta canción ha sido el del reconocimiento y beneficios que el autor obtuvo por su obra, sobre todo teniendo en cuenta que los grupos que se encargaron de popularizarla, Los Vikings 5 y Sonora Palacios, tardaron en reconocer la autoría de Gallardo, por lo que el tema quedó asociado primariamente a estos más que al coquimbano en el colectivo chileno.
En 2003, la Sociedad Chilena del Derecho de Autor (SCD) reportó que Gallardo había ganado cerca de un millón y medio de pesos por conceptos de recaudación respecto de la exposición del tema en los medios de comunicación chilena (la que se incrementa en diciembre, dada la asociación del tema al Año Nuevo), los cuales fueron cancelados como liquidaciones por derechos de autor.
Pese a haber recibido un diploma de parte del alcalde Óscar Pereira, Gallardo sentía que faltaba el reconocimiento apropiado, sobre todo en su natal Coquimbo. La mayor exposición mediática que Gallardo tuvo a propósito de «Un año más» fue en el programa Rojo de TVN, donde se le hizo un homenaje en 2007.